# Nguyễn Ân
Nguyễn Ân (1927 - 4.2019) là tướng lĩnh cấp cao của Quân đội Nhân dân Việt Nam, hàm Trung tướng, nguyên Hiệu trưởng Trường Sĩ quan Lục quân 1

## Thân thế và sự nghiệp
- Ông nguyên là Phó Sư đoàn trưởng kiêm Tham mưu trưởng Sư đoàn 304, Sư đoàn trưởng Sư đoàn 304
- Ông nguyên là Thiếu tướng sư đoàn không quân 026 thuộc sở chỉ Quy Nhơn.
- Ông là anh hùng lao động vũ trang từng bắn hạ rất nhiều máy bay kẻ địch 1960 -1968.
- Năm 2009, ông về hưu.